# 中村哲 (医師)
中村 哲（なかむら てつ、1946年9月15日 - 2019年12月4日）は、日本の医師（脳神経内科）。勲等は旭日小綬章。アフガニスタンではカカ・ムラト（کاکا مراد、「ナカムラのおじさん」）、カカムラッドとも呼ばれる。
ペシャワール会現地代表、ピース・ジャパン・メディカル・サービス総院長、九州大学高等研究院特別主幹教授などを歴任した。
福岡県福岡市出身。ペシャワール会現地代表やピース・ジャパン・メディカル・サービスの総院長として、パキスタンやアフガニスタンで医療活動に従事してきた。アフガニスタンでは高く評価されており、同国から国家勲章や議会下院表彰などが授与されており、さらに同国の名誉市民権が贈られている。日本国政府からも旭日双光章などが授与されている。また、母校である九州大学では高等研究院にて特別主幹教授に就任した。2019年、アフガニスタンのナンガルハル州ジャラーラーバードにて、武装勢力(パキスタン・タリバン運動＝略称TTP)に銃撃され死去した。死去に伴い、旭日小綬章や内閣総理大臣感謝状などが授与された。

## 生涯

### 出生から大学卒業まで
福岡県福岡市御笠町（現在の博多区堅粕）生まれ。2年後、母の実家（玉井家）がある同県若松市（現在の北九州市若松区）に移り、6歳から大学卒業まで糟屋郡古賀町（現在の古賀市）で暮らした。古賀市立古賀西小学校、西南学院中学校、福岡県立福岡高等学校を経て、1973年に九州大学医学部を卒業した。

### 医師免許取得後

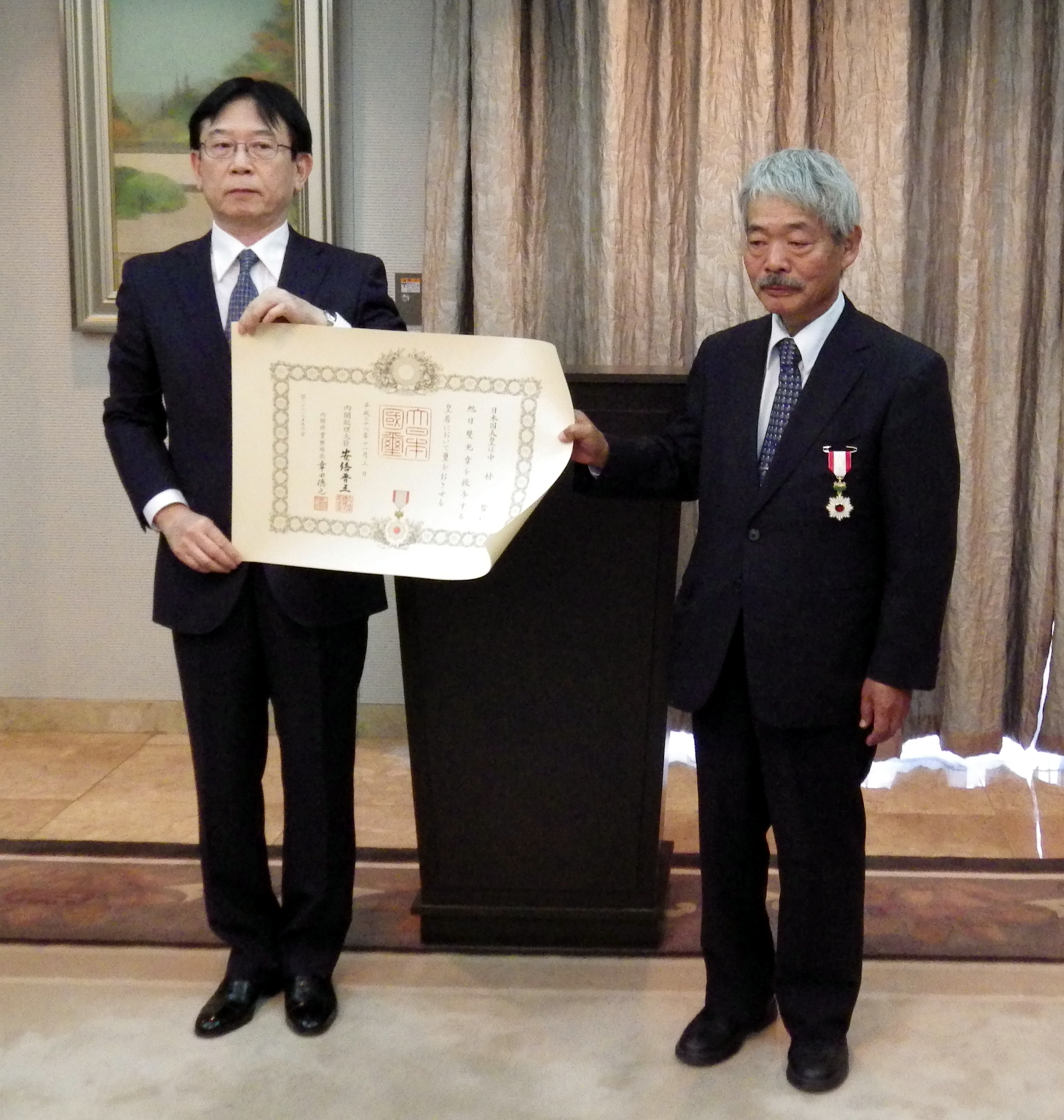
2016年11月17日、旭日双光章の勲章伝達式にて。アフガニスタン駐箚特命全権大使鈴鹿光次（左）と。

国内病院勤務ののち、1984年、日本キリスト教海外医療協力会（JOCS）から派遣されてパキスタン北西辺境州の州都ペシャワールに赴任。以来、20年以上にわたってハンセン病を中心とする医療活動に従事する。登山と昆虫採集が趣味で、1978年には7000m峰ティリチミール登山隊に帯同医師として参加した。
パキスタンとアフガニスタンで長く活動してきたが、パキスタン国内では政府の圧力で活動の継続が困難になったとして、以後はアフガニスタンに現地拠点を移して活動を続ける意思を示した。
1996年に医療功労賞を受賞し、03年にマグサイサイ賞を受賞した。2004年には皇居に招かれ、当時天皇であった明仁、皇后の美智子、皇女・紀宮清子内親王（当時）へアフガニスタンの現況報告を行った。同年、第14回イーハトーブ賞受賞。
2008年には参議院外交防衛委員会で、参考人としてアフガニスタン情勢を語っている。また、「天皇陛下御在位20年記念式典」にも、天皇・皇后が関心を持つ分野に縁のある代表者の一人として紹介され出席している。
2010年、水があれば多くの病気と帰還難民問題を解決できるとして、福岡県朝倉市の山田堰をモデルにして建設していた、クナール川からガンベリ砂漠まで総延長25kmを超える用水路が完成し、約10万人の農民が暮らしていける基盤を作る。
2013年、第24回福岡アジア文化賞大賞、第61回菊池寛賞を受賞した。2014年、『天、共に在り―アフガニスタン三十年の闘い』で、第1回城山三郎賞、第4回梅棹忠夫・山と探検文学賞を受賞した。
2016年、現地の住民が自分で用水路を作れるように、学校を準備中。住民の要望によりモスク（イスラム教の礼拝堂）やマドラサ（イスラム教の教育施設）を建設。旭日双光章受章。
2018年、アフガニスタンの国家勲章を受章した。
2019年10月7日、アフガニスタンでの長年の活動が認められ、同国の名誉市民権を授与された。

### 銃撃事件による死

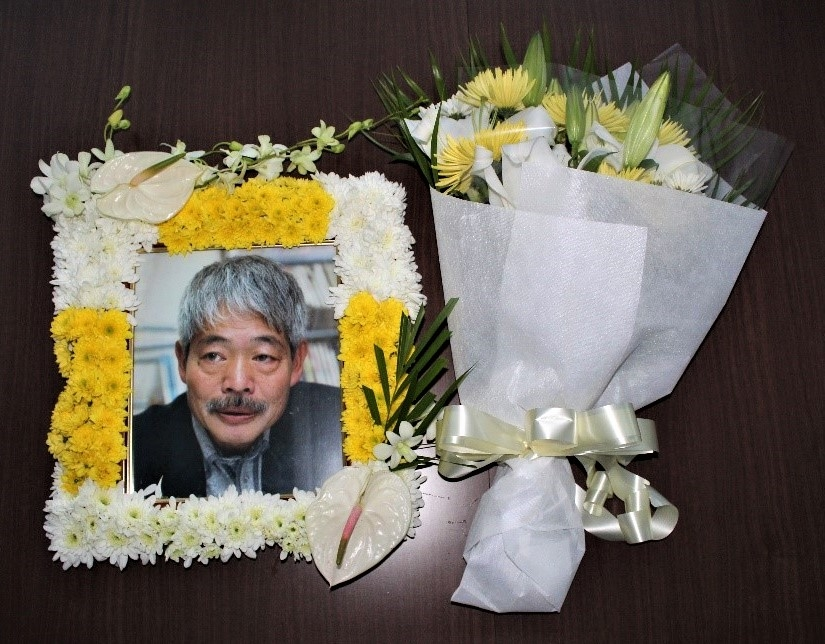
マレーシア駐箚アフガニスタン特命全権大使モヘブ・ラフマン・スピンガーから在マレーシア日本国大使館に贈られた弔花

2019年12月4日、アフガニスタン東部のナンガルハル州の州都ジャラーラーバードにおいて、車で移動中に何者かに銃撃され、右胸に1発被弾した。負傷後、現地の病院に搬送された際には意識があったが、さらなる治療のためにパルヴァーン州バグラームにあるアメリカ軍のバグラム空軍基地へ搬送される途中で死亡した。73歳没。なお、中村と同じ車に乗っていた5名（運転手や警備員など）もこの銃撃により死亡した。
中村が銃撃されたこの事件について、ターリバーンの報道官は組織の関与を否定。一方でアフガニスタン大統領のアシュラフ・ガニーは「テロ事件である」とする声明を発した。ターリバーンの政治部門の幹部であったスハイル・シャヒーンは、2021年に行われた山田敏弘とのインタビューで「ドクターナカムラはタリバンとはいい関係だった」と述べており、関係は良好であったと示唆している。
12月7日、カーブルの空港で追悼式典が行われたのち、遺体は空路で日本に搬送された。追悼式典では大統領のガニー自らが棺を担いだ。告別式は同月11日に福岡県福岡市中央区の斎場で営まれ、バシール・モハバット駐日アフガニスタン大使、久保千春九州大学長らが弔辞を読み、親交のあった上皇夫妻や秋篠宮夫妻、また政界からも弔意が寄せられた。中村と同様にアフガニスタンへの医療支援を目的とするNPO法人カレーズの会を率いていたアフガニスタン系日本人医師レシャード・カレッドは、生前の中村について「互いの活動を励まし合い、相談し合う関係」であったと述べ、「寡黙で男らしく、優しい九州男児を絵に描いたような人だった」と中村の人柄を述懐し、冥福を祈った。
福岡県警は刑法の国外犯規定に基づき殺人容疑で捜査を進め、司法解剖の結果、死因は肝臓損傷による失血死とみられると発表した。ジャーナリストの乗京真知によれば、殺害の実行犯はパキスタンのターリバーン支持者による武装勢力・パキスタン・ターリバーン運動の幹部であり、中村を誘拐するつもりが誤って殺害してしまったとしている。2021年6月の時点では当時のアフガニスタン政府も把握していたが、この時点で国外に逃亡したとみられている。

### 死後
2019年12月23日、日本国政府は中村への旭日小綬章の追贈と内閣総理大臣感謝状の授与を決定。同月27日に行われた授与式では、安倍晋三内閣総理大臣（当時）が遺族と面会し「アフガニスタン国民や難民のための医療活動、かんがい事業などで輝かしい業績を上げ、国際人道支援に多大な貢献をした」と生前の功績を称えた。遺族は授与式の後に取材に応じ「本当は無念で残念だが、みなさまの支援で継続してアフガニスタンで緑の大地が広がっていくことを願っている」「ぺシャワール会はこれからも継続していく。父も何より願っていることで、家族もそれが願いです」と語った。授与式には駐日アフガニスタン大使のバシール・モハバットや、ペシャワール会の村上優会長らも立ち会った。
2020年1月、ガンベリ公園にドクターサーブナカムラ記念塔が建設された。
同年7月、第6回食の新潟国際賞の大賞を受賞。
2020年8月、佐賀大学農学部などの研究チームは、佐賀県太良町の多良岳で2018年に発見したタマバエの新種を、昆虫好きとして知られていた中村に因み「Massalongia nakamuratetsui」と命名した（和名はミズメタマバエ）。
2021年1月14日、アフガニスタン政府は人道支援活動の功績をたたえて中村の肖像をデザインした切手を発行することを発表した。切手には現地語と英語で事績が記されている。
同年3月、九州大学は「中村哲先生の志を次世代に継承する九大プロジェクト」の一環として、中央図書館内にグラフィックと映像を中心とした展⽰スペース「中村哲医師メモリアルアーカイブ」を新設し、中村が⽣前に遺した⾔葉を収集、蓄積する「中村哲著述アーカイブ」をインターネット公開した。同年6月18日、九州大学は2021年度の夏学期より全学部の学生を対象とした授業科目「中村哲記念講座―中村哲先生の想いを繋ぐ―」開講を発表した。
同年7月から8月にかけて開催された東京オリンピックでは、アフガニスタンの選手団が中村の居住地であった大牟田市で事前合宿を行った。
2021年9月にはターリバーンによってカーブルが占拠されたが、その際にカーブルの広場にあった中村の肖像画が黒く塗りつぶされた。ターリバーンの幹部スハイル・シャヒーンは「タリバンの上層部は、彼の肖像画が塗り潰された事実は承知していない」と述べており、現場の人間による暴走であったと示唆している。
2022年10月11日、ターリバーン暫定政権は、長年にわたり人道支援活動を行った中村をたたえる追悼広場「ナカムラ」を完成させた。広場は同国東部のナンガルハール州ジャラーラーバードに存在し、中村の写真や石碑が設置されている。広場建設は前政権時代に計画されており、殺害事件現場の近くに約500万アフガニかけて建設された。

## 人物
西南学院中学校在学中に日本バプテスト連盟香住ヶ丘バプテスト教会（福岡市東区、当時は香椎伝道所）でF・M・ホートン宣教師よりバプテスマを受けた。当時の香住ヶ丘教会はまだバプテスマが行われたことがなく、教会にとって中村は最初期の生え抜き教会員だったという。
自身はクリスチャンであるが、同時に（イスラム教圏であるアフガニスタンやパキスタンにおいて）現地の人々の信仰や価値観の在り方を尊重して活動を続けていた。
福岡高等学校時代の同期に原尞がいる。また内科医で九州大学第23代学長・久保千春は大学で同級だった。
アフガニスタンでの活動について、｢向こうに行って、9条がバックボーンとして僕らの活動を支えていてくれる、これが我々を守ってきてくれたんだな、という実感がありますよ。体で感じた想いですよ。武器など絶対に使用しないで、平和を具現化する。それが具体的な形として存在しているのが日本という国の平和憲法、9条ですよ。それを、現地の人たちも分かってくれているんです。だから、政府側も反政府側も、タリバンだって我々には手を出さない。むしろ、守ってくれているんです。9条があるから、海外ではこれまで絶対に銃を撃たなかった日本。それが、ほんとうの日本の強味なんですよ。｣と語り、日本国憲法第9条（不戦条項）の堅持を主張した。また佐高信に対しても「アフガニスタンにいると『軍事力があれば我が身を守れる』というのが迷信だと分かる。敵を作らず、平和な信頼関係を築くことが一番の安全保障だと肌身に感じる。単に日本人だから命拾いしたことが何度もあった。憲法9条は日本に暮らす人々が思っている以上に、リアルで大きな力で、僕たちを守ってくれているんです」とも語っている。
2008年にはペシャワール会の職員伊藤和也がターリバーンに拉致され、殺害された（アフガニスタン日本人拉致事件）。この際中村は「伊藤くんを殺したのはアフガン人ではありません。人間ではありません。今やアフガニスタンを蝕む暴力であります」と述べている。

## 家族・親族
小説家の火野葦平は母方の伯父である（妹が中村の母）。
父方の親族は、太平洋戦争末期の福岡大空襲（1945年）でほぼ全滅している。父の中村勉は、1903年生まれ。給仕として働いていたところ、その英才を松永安左衛門に認められて給費生として福岡県福岡工業学校に入学し、早稲田大学を経て、再び若松に戻り、火野葦平と交流を深めていた。同時に左翼運動にも力を入れ、指導的立場にいた。しかし、日本労働組合全国協議会での反戦・労働運動などを理由に1932年2月24日に治安維持法違反で逮捕され、懲役2年、猶予5年の判決を受けた。玉井組の下請けとして中村組を立ち上げ、戦後は沈没船のサルベージなどを生業にしていた。
外祖父で若松において港湾荷役業を営んでいた玉井金五郎が映画『花と竜』のモデルとなった。
『西日本新聞』記者で同社北九州本社代表を務め、現在はプロサッカーチーム：ギラヴァンツ北九州会長の職に在る玉井行人は従兄弟に当たる。
長女の秋子はペシャワール会事務局で、2020年1月から活動している。

## 受賞歴
- 1988年（昭和63年）外務大臣賞（外務省）
- 1992年（平成04年）毎日国際交流賞（毎日新聞）
- 1993年（平成05年）西日本文化賞（西日本新聞）
- 1994年（平成06年）福岡県文化賞（福岡県）※ペシャワール会として
- 1996年（平成08年）厚生大臣賞（厚生省）
- 1996年（平成08年）医療功労賞（読売新聞）
- 1998年（平成10年）朝日社会福祉賞（朝日新聞）
- 2000年（平成12年）アジア太平洋賞特別賞（毎日新聞・アジア調査会）
- 2001年（平成13年）第7回平和・協同ジャーナリスト基金賞奨励賞（『医者井戸を掘る』）
- 2002年（平成14年）日本ジャーナリスト会議賞（日本ジャーナリスト会議）
- 2002年（平成14年）若月賞（長野県 佐久総合病院）
- 2002年（平成14年）第1回沖縄平和賞（沖縄県）※ペシャワール会として受賞
- 2003年（平成15年）大同生命地域研究特別賞（大同生命保険株式会社）
- 2003年（平成15年）マグサイサイ賞「平和と国際理解部門」
- 2004年（平成16年）アカデミア賞　国際部門（全国日本学士会）
- 2004年（平成16年）イーハトーブ賞（岩手県花巻市）
- 2008年（平成20年）第3回モンベル・チャレンジ・アワード受賞（モンベルクラブ・ファンド）
- 2009年（平成21年）福岡市市民国際貢献賞（福岡市）* ペシャワール会として受賞
- 2009年（平成21年）農業農村工学会賞（旧農業土木学会）
- 2010年（平成22年）アフガニスタン国会下院　表彰
- 2013年（平成25年）福岡アジア文化賞大賞
- 2013年（平成25年）第61回 菊池寛賞
- 2016年（平成28年）秋の叙勲・旭日双光章受章
- 2017年（平成29年）第8回KYOTO地球環境の殿堂入り
- 2018年（平成30年）アフガニスタン国家勲章
- 2018年（平成30年）土木学会賞技術賞
- 2019年（令和元年）アフガニスタン名誉市民権、旭日小綬章（没後追贈）[60]、内閣総理大臣感謝状
- 2020年（令和02年）福岡県県民栄誉賞
- 2020年（令和02年）大牟田市市民栄誉賞
- 2020年（令和02年）福岡市名誉市民[61]
- 2020年（令和02年）第6回食の新潟国際賞大賞
- 2020年（令和02年）古賀市名誉市民
- 2020年（令和02年）朝倉市民栄誉賞[62]
- 2022年（令和04年）パドマ・シュリー賞[63]

## 著書

### 単著
- 『ペシャワールにて 癩そしてアフガン難民』石風社 1989年
- 『ペシャワールからの報告 現地医療現場で考える』河合ブックレット 1990年
- 『アフガニスタンの診療所から』筑摩書房ちくまプリマーブックス 1993年 のち文庫　2012年に一旦絶版、2019年急逝に伴い緊急復刊
- 『ダラエ・ヌールへの道 アフガン難民とともに』石風社 1993年
- 『医は国境を越えて』石風社 1999年
- 『医者井戸を掘る―アフガン旱魃との闘い』石風社 2001年
- 『ほんとうのアフガニスタン―18年間“闘う平和主義”をつらぬいてきた医師の現場報告』光文社」 2002年
- 『医者よ、信念はいらないまず命を救え! アフガニスタンで「井戸を掘る」医者中村哲』羊土社 2003年
- 『辺境で診る辺境から見る』石風社 2003年
- 『アフガニスタンで考える―国際貢献と憲法九条』岩波書店岩波ブックレット 2006年
- 『医者、用水路を拓く―アフガンの大地から世界の虚構に挑む』石風社 2007年
- 『天、共に在り―アフガニスタン三十年の闘い』NHK出版 2013年
- 『希望の一滴　中村哲、アフガン最期の言葉』西日本新聞社 2020年
- 『わたしは「セロ弾きのゴーシュ」-中村哲が本当に伝えたかったこと』NHK出版 2021年

### 共編著
- 『空爆と「復興」―アフガン最前線報告』ペシャワール会共編著、石風社 2004年
- 『丸腰のボランティア―すべて現場から学んだ』ペシャワール会日本人ワーカー著、編纂 石風社 2006年
- 『人は愛するに足り、真心は信ずるに足る アフガンとの約束』澤地久枝聞き手 岩波書店 2010年

## 出演
- ETV特集「武器ではなく命の水を」（2016年9月10日、NHK Eテレ）
- 「報道の日2011」第一部「サンデーモーニング」年末スペシャル」(2011年12月25日(日、TBS）
- BS1スペシャル「良心を束ねて河となす〜医師・中村哲 73年の軌跡〜」（2020年12月28日・30日、NHK BS1）[64]

## 関連作品
- 三枝義浩「アフガニスタンで起こったこと〜不屈の医師 中村哲物語〜」前・後編　講談社『週刊少年マガジン』2003年24‐25号
- 「カカ・ムラド～ナカムラのおじさん～」ガフワラ／原作　さだまさし／他訳・文　双葉社2020年12月
- さだまさし「ひと粒の麦〜Moment〜」（アルバム『存在理由〜Raison d’etre〜』のラスト曲　2020年5月20日発売）
- 蘭華「愛を耕す人/ ねがいうた」2020年10月7日発売徳間ジャパンTKCA-91307[65]
- 日本電波ニュース社「医師中村哲の仕事・働くということ」2022年2月発売（ドキュメンタリー映画・47分）[66]